# Club Atlético Central Córdoba (Rosario)
Ne doit pas être confondu avec Club Atlético Central Córdoba (Santiago del Estero) ou Instituto Atlético Central Córdoba.
Maillots
Le Club Atlético Central Córdoba est un club argentin de football basé à Rosario, fondé le 20 octobre 1906.

## Palmarès
- Copa Beccar Varela (1)
  - Vainqueur : 1934

- Championnat d'Argentine de Primera-B (2)
  - Champion : 1957 et 1991.

## Joueurs emblématiques
- Vicente de la Mata
- Cesar Delgado
- Tomás Carlovich